# Faust (band)
 For alternative betydninger, se Faust (flertydig). (Se også artikler, som begynder med Faust)
Faust (tysk: "næve") er et tysk rockband inden for genren krautrock. Banden blev dannet i 1971 i landsbyen Wümme 50 km sydvest for Hamborg og bestod oprindeligt af Werner "Zappi" Diermaier, Hans Joachim Irmler, Arnulf Meifert, Jean-Hervé Péron, Rudolf Sosna og Gunther Wüsthoff, der arbejdede samme med produceren Uwe Nettelbeck og lydteknikeren Kurt Graupner.
Bandet blev opløst i 1975, men blev senere gendannet.

## Discografi

### Studiealbum
| År   | Album                                            | Certificering |
| ---- | ------------------------------------------------ | ------------- |
| 1971 | Faust                                            |               |
| 1972 | Faust So Far                                     |               |
| 1973 | The Faust Tapes                                  | - BPI: Sølv   |
| 1973 | Faust IV                                         |               |
| 1994 | Rien                                             |               |
| 1997 | You Know FaUSt                                   |               |
| 1997 | Faust Wakes Nosferatu                            |               |
| 1999 | Ravvivando                                       |               |
| 2009 | C'est Com...Com...Complique                      |               |
| 2010 | Faust Is Last (as "Hans Joachim Irmler's Faust") |               |
| 2011 | Something Dirty                                  |               |
| 2014 | J US t                                           |               |
| 2017 | Fresh Air                                        |               |